# Heteronyx major
Heteronyx major är en skalbaggsart som beskrevs av Blackburn 1910. Heteronyx major ingår i släktet Heteronyx och familjen Melolonthidae. Inga underarter finns listade i Catalogue of Life.